# Almeh
Almah eller Almeh, även kallad awalim, var en yrkesklass av kvinnliga underhållare i traditionell egyptisk kultur. 
De utbildades i olika konstarter och uppträdde genom att sjunga, recitera poesi och konversera kvickt vid festivaler och andra högtider, även som sörjare vid begravningar. 
Till skillnad från profesionella dansöser, ghawazi, ansågs almeh vara ett anständigt yrke: det anpassade sig till muslimska sederegler för kvinnor genom att sångerskorna framförde sin sång dolda bakom ett draperi, utan att bli sedda. Deras ledare och agenter, som skötte arrangemangen med kunderna, var djupt beslöjade för att upprätthålla vad som sågs som anständigt. 
1834 förbjöds ghawazi-dansöserna på grund av deras rykte om prostitution, vilket ledde till att de började framställa sig som almah-artister som framförde dans istället för sång. Det ledde till att almah-artister också började uppfattas som magdansöser i särskilt västvärlden. 